# Черняково (Крым)
Черняко́во (до 1948 года Султа́новка, ранее Акко́з; укр. Черняково, крымскотат. Aqköz, Акъкозь) — исчезнувшее село в Ленинском районе Республики Крым, располагавшееся на востоке района и Керченского полуострова, включённое в состав Горностаевки, сейчас — часть села, севернее шоссе 35А-001 Армянск — Джанкой — Феодосия — Керчь.

## История
Первое документальное упоминание села встречается в Камеральном Описании Крыма… 1784 года, судя по которому, в последний период Крымского ханства Акнегар входил в Дин Керченский кадылык Кефинского каймаканства. После присоединения Крыма к России (8) 19 апреля 1783 года, (8) 19 февраля 1784 года, именным указом Екатерины II сенату, на территории бывшего Крымского Ханства была образована Таврическая область и деревня была приписана к Левкопольскому, а после ликвидации в 1787 году Левкопольского — к Феодосийскому уезду Таврической области. Перед Русско-турецкой войной 1787—1791 годов производилось выселение крымских татар из прибрежных селений во внутренние районы полуострова, в ходе которого в Ак-Коз было переселено 25 человек. В конце войны, 14 августа 1791 года всем было разрешено вернуться на место прежнего жительства. После Павловских реформ, с 1796 по 1802 год, входила в Акмечетский уезд Новороссийской губернии. По новому административному делению, после создания 8 (20) октября 1802 года Таврической губернии, Аккоз определили центром Акмозской волости Феодосийского уезда.
По Ведомости о числе селений, названиях оных, в них дворов… состоящих в Феодосийском уезде от 14 октября 1805 года , в деревне Акмоз числилось 13 дворов и 172 жителя. На военно-топографической карте генерал-майора Мухина 1817 года деревня Аккоз, или Султановка, обозначена с 15 дворами и почтовой станцией. После реформы волостного деления 1829 года Аккоз, лишив статуса волостного центра, согласно «Ведомости о казённых волостях Таврической губернии 1829 года», отнесли к Чурубашской волости (переименованной из Аккозской). Видимо, вследствие эмиграции крымских татар в Турцию, деревня опустела и на карте 1836 года обозначены хутор Султановка, почтовая станция Коз, трактир и развалины деревни Коз (она же Султановка), как и на карте 1842 года.
1860-х годах, после земской реформы Александра II, деревню приписали к Сарайминской волости. Согласно «Списку населённых мест Таврической губернии по сведениям 1864 года», составленному по результатам VIII ревизии 1864 года, Султановка — владельческая русская деревня 2 стана, с 6 дворами, 47 жителями и почтовой станцией при колодцах. На трёхверстовой карте Шуберта 1865—1876 года обозначены развалины деревни Коз (Султановка), в том же месте почтовая станция Коз, хутор Султановка и дача Валдрих. По «…Памятной книжке Таврической губернии на 1892 год» в безземельной деревне Султановка, не входившей ни в одно сельское общество, числилось 11 жителей, домохозяйств не имеющих. На верстовой карте Крыма 1896 года в обозначены селение Султановка в 3 двора с русским населением и севернее — экономия Нелидовая. По «…Памятной книжке Таврической губернии на 1902 год» в деревне Султановка, входившей в Ново-Александровское сельское общество, числилось 162 жителя, домохозяйств не имеющих. По Статистическому справочнику Таврической губернии. Ч.II-я. Статистический очерк, выпуск пятый Феодосийский уезд, 1915 год, в экономии Султановка (Нелидовой М. А.) Сарайминской волости Феодосийского уезда числился 1 двор без населения. В экономии числилось 2225 десятин удобной земли, имелось 102 лошади, 121 вол, 20 коров и 1630 голов овец, свиней, или коз.
После установления в Крыму Советской власти, по постановлению Крымревкома, 25 декабря 1920 года из Феодосийского уезда был выделен Керченский (степной) уезд, а, постановлением ревкома № 206 «Об изменении административных границ» от 8 января 1921 года была упразднена волостная система и в составе Керченского уезда был создан Керченский район в который вошло село (в 1922 году уезды получили название округов. 11 октября 1923 года, согласно постановлению ВЦИК, в административное деление Крымской АССР были внесены изменения, в результате которых округа были отменены и основной административной единицей стал Керченский район в который вошло село. Согласно Списку населённых пунктов Крымской АССР по Всесоюзной переписи 17 декабря 1926 года, в селе Султановка, Либкнехтовского сельсовета Керченского района, числилось 54 двора, из них 52 крестьянских, население составляло 239 человек, из них 124 татарина, 59 украинцев, 44 русских, 1 болгарин, 1 грек, действовала татарская школа I ступени (пятилетка). Постановлением ВЦИК «О реорганизации сети районов Крымской АССР» от 30 октября 1930 года (по другим сведениям 15 сентября 1931 года) Керченский район упразднили и село включили в состав Ленинского, а, с образованием в 1935 году Маяк-Салынского района (переименованного 14 декабря 1944 года в Приморский) — в состав нового района. На километровой карте Генштаба Красной армии 1943 года в селе обозначено 45 дворов.
С 25 июня 1946 года селение в составе Крымской области РСФСР. Указом Президиума Верховного Совета РСФСР от 18 мая 1948 года, Султановку переименовали в Черняково. Название присвоено в память о капитан-лейтенанте Чернякове 26 апреля 1954 года Крымская область была передана из состава РСФСР в состав УССР. Время включения в Горностаевский сельский совет пока не установлено: на 15 июня 1960 года село уже числилось в его составе. Указом Президиума Верховного Совета УССР «Об укрупнении сельских районов Крымской области», от 30 декабря 1962 года Приморский район был упразднён и вновь село присоединили к Ленинскому. В 1964 году Черняково присоединили к Горностаевке (согласно справочнику «Крымская область. Административно-территориальное деление на 1 января 1968 года» — в период с 1954 по 1968 годы).

### Динамика численности населения
| - 1805 год — 172 чел. - 1864 год — 47 чел. - 1892 год — 11 чел. | - 1902 год — 162 чел. - 1915 год — 0 чел. - 1926 год — 239 чел. |